# Karl Schmid (Politiker, 1886)
Karl Schmid (* 17. Juli 1886 in Rankweil; † 1. Mai 1950 in Hohenems) war ein österreichischer Lehrer und Politiker.

## Leben
Schmid besuchte die Lehrerbildungsanstalt Feldkirch und war anschließend an der Volksschule in Hohenems tätig. Von 1908 bis 1910 war er definitiver Schulleiter an der Volksschule Emsreute-Hohenems, anschließend Lehrer an der Volksschule Lustenau. Von 1911 bis 1912 besuchte er die Lehramtsakademie in Wien und legte dort die Lehramtsprüfung für Bürgerschulen ab. Anschließend arbeitete er als Lehrer an der Bürgerschule Hohenems, wo er später auch Direktor wurde.
Von 1934 bis 1938 saß er im Bundeskulturrat, wo er das Schulwesen vertrat. Ab April 1936 war er Bezirksschulinspektor für den Schulbezirk Bludenz. 
Nach dem sog. „Anschluss“ Österreichs 1938 musste Schmid seine Amtsgeschäfte abgeben. Später im Jahr musste er seine Versetzung in den Ruhestand beantragen. Anschließend arbeitete er ein Jahr in einem Sägewerk und ab September 1939 unterrichtete er als Hilfslehrer an der Mädchenvolksschule Hohenems.
Nach 1945 beteiligte er sich am Wiederaufbau der Gemeindeverwaltung Hohenems, wurde rehabilitiert und als Bezirksschulinspektor für Feldkirch eingesetzt. 1949 erhielt er den Titel Regierungsrat.